# Samael Aun Weor
Samael Aun Weor (Bogotá, 1917 – Mexikóváros, 1977), született Víctor Manuel Gómez Rodríguez, egy kortárs gnosztikus író, ezoterista, és az Egyetemes Gnosztikus Mozgalom alapítója volt.

## Élete
Már nagyon fiatalon elhagyta a szülői házat, hogy mélyen kutassa a spiritualizmust. Tizenhat éves korára végtelen áhítattal tanulmányozta végig a szellem és a fény kérdéseit a modern tudományban. A jó modorban jártasan, de a nyilvános szónoklatban gyakorlatlanul, tizenhét évesen már a Teozófiai Társulatban tartott előadásokat. Később a raja-jóga, bhakty-jóga, karma-jóga, gnana-jóga stb. gyakorlásának szentelte magát.
Tizennyolc éves kamaszként lépett be a Fraternitas Rosicruciana Antiqua nevű szervezetbe, melyet Dr. Arnold Krumm-Heller(en) (Huiracocha M.) alapított.
Megannyi elmélettel megtelve, csupán a régi útnak, a „Késél útjának” megtalálására vágyott. Tizenkilenc évesen úgy döntött, hogy felcseréli az elméletet a gyakorlatra, a tapasztalásra, és harmadszorra pedig, arra, amit Keleten „Megvilágosító üresség” néven ismernek. Ez egy felejthetetlen élményt hagyott a pszichéjében és a lelkében.
Huszonnyolc éves volt, amikor újból megházasodott feleségével, akit Samael kedvesen csak "negrita"-nak nevezett.
1958-ban elérte három fontos spirituális mozgalom egyesülését, ami az AGLA (Acción Gnóstica libertadora de Amerindia – Amerindiai Felszabadító Gnosztikus Mozgalom) néven lett ismert.
Harminchárom évesen bízták meg a Gnózis nyilvános terjesztésének az óriási tervével. Ezután a sors északra vezette az útját, olyan országokon át, mint Panama, Costa Rica, El Salvador, stb., végül is Mexikóvárosban állapodva meg. Ott, teljesen forradalmasítva a tanítási módszereit, megalapította a nagy Nemzetközi Gnosztikus Mozgalom székhelyét.
Samael Aun Weor 1977 december 24-én, 60 évesen lépett ki végleg jelenlegi fizikai testéből.

## Írói munkássága
Több mint hatvan művet adott az emberiségnek, ezt az üzenetet hagyva hátra róluk:
„Kedves testvéreim, ma és mindörökre lemondok, lemondtam és le fogok mondani a szerzői jogokról. Az egyetlen dolog, amit akarok, az, hogy ezeket a könyveket olcsón árusítsák, hogy a szegények számára is elérhetőek legyenek, hogy Isten minden gyermeke elérhesse őket; Hogy a zsebében levő kevéske pénzből, a legszerencsétlenebb polgár is megkaphassa ezeket a könyveket. A valóságban nekem igazán nincs semmiféle jövedelmem, semmit sem kérek a műveimért. Aki ki akarja őket adni, adja ki őket, a szenvedő emberiség javára.”
Samael Aun Weor, Guadalajara, Mexikó, 1976 – Samael Aun Weor a szerzői jogokról Archiválva 2012. november 3-i dátummal a Wayback Machine-ben
Kronológiai sorrendben felsorolva, a következő könyvek szerzője:
1950
- A beavatás kapuja vagy A tökéletes házasság (ezt a művet később Samael Mester kibővítette és kijavította, és „A tökéletes házasság” címet adta neki.) (A tűz első beavatása. A fizikai test.)
- Bel Forradalma

1952
- Zodiákus tanfolyam
- Okkult orvoslás és gyakorlati mágia értekezés (Első kiadás)
- Krisztus-tudat
- A Kármelhegyi szűz könyve
- Gnosztikus katekézis
- Az erő a Keresztben van
- Karácsonyi üzenet 1952–1953 (Az Avatár első Karácsonyi üzenete)

1953
- A hét szó (A tűz harmadik beavatása. Az asztrális test.)
- Tüzes rózsa (A tűz negyedik beavatása. A mentális test.)
- Krisztusi akarat (A tűz ötödik beavatása. A kauzális test.)
- Szexuális alkímia értekezés
- Gyakorlati mágia kézikönyv
- Karácsonyi üzenet 1953–1954

1954
- Karácsonyi üzenet 1954–1955 (1954. október 27-én testesült meg Samael Logosz, Aun Weor hierofánsban.)

1955
- Karácsonyi üzenet 1955–1956

1956
- Felsőbb misztériumok
- Karácsonyi üzenet 1956–1957

1957
- Endokrinológiai és kriminológia alapfogalmak
- Karácsonyi üzenet 1957–1958

1958
- Ezoterikus teurgia tanulmány
- Karácsonyi üzenet 1958–1959

1959
- Juraténa hegye
- Logosz, Mantra, Teurgia
- Sárga könyv
- Karácsonyi üzenet 1959–1960

1960
- Bevezetés a Gnózisba
- A Vízöntő üzenete
- Karácsonyi üzenet 1960–1961

1961
- Karácsonyi üzenet 1961–1962

1962
- Azték krisztusi mágia
- Halottaskönyv
- Az élet és a halál misztériumai
- A tűz misztériumai
- Karácsonyi üzenet 1962–1963

1963
- A tökéletes házasság (Bővített és javított kiadás.)
- Karácsonyi üzenet 1963–1964 („Az Én feloldásának módszere” címmel is ismert)

1964
- Kozmikus hajók
- Karácsonyi üzenet 1964–1965 („A Tudat felszabadítása” címmel is ismert)

1965
- Karácsonyi üzenet 1965–1966 („A zene tudománya” címmel is ismert)

1966
- Alapvető tanítás
- Buddha nyakéke (Karácsonyi üzenet 1966–1967.)

1967
- Hermetikus asztrológia ezoterikus tanulmány
- Repülő csészealjak
- Karácsonyi üzenet 1967–1968

1968
- Ezret elértük, de kétezret nem
- Rúnikus mágia ezoterikus tanulmány (Karácsonyi üzenet 1968–1969.)

1969
- Ezoterikus kabbala tanfolyam
- Visszatérésem Tibetbe (Karácsonyi üzenet 1969–1970.)

1970
- A halálon túl
- Feltárt Parsifal (Karácsonyi üzenet 1970–1971.)

1971
- Az aranyvirágzás misztériuma (Karácsonyi üzenet 1971–1972.)

1972
- A misztériumot szemlélve
- A három hegy (Karácsonyi üzenet 1972–1973.)

1973
- Forradalmi pszichológia (magyar nyelvű kiadás: 2010 ISBN 978-606-92309-3-0)
- Igen, van pokol, Igen, van ördög, Igen, van karma (Karácsonyi üzenet 1973–1974.)

1974
- A nagy lázadás
- Az anahuák titkos tantételei (Karácsonyi üzenet 1974–1975.)

1976
- Tarot és kabbala

1977
- Okkult orvoslás és gyakorlati mágia értekezés (Bővített és javított kiadás.)
- Ezoterikus teurgia tanfolyam
- Maja misztériumok
- A dialektika forradalma (Nt. M. Samael előadásainak gyűjteménye)
- Keveseknek
- Gnosztikus antropológia
- Feltárt Pistis Sophia

### Magyarul megjelentek
- Forradalmi pszichológia, AGEAC Magyarország, 2010
- Zodiákus tanfolyam, AGEAC Magyarország, 2012
- Az újjászületés szent rítusai; ford. Szabó Ágota; Fraternitas Mercurii Hermetis, Onga, 2016
- A sárga könyv, AGEAC Magyarország, 2019
- Egy láma válaszai; riporter Kwen Khan Khu; Urbán-Farkas E., Fülöpjakab, 2020
- Alapvető nevelés, AGEAC Magyarország, 2020
- A halál rejtélyei / A halottak könyve / A halálon túl / Az élet és halál misztériumai; Varga É., Kunszentmárton, 2023
- https://vopus.org/hu/tartalom/konyvek/?_sft_read_online=olvasson-online további online, magyarul elérhető könyvek.